# Безудержный (эсминец, 1949)
«Безудержный» — советский эскадренный миноносец проекта 30-бис Черноморского флота.

## Служба
Эсминец "Безудержный" был зачислен в списки кораблей ВМФ 3 декабря 1947 года. 20 июля 1948 года был заложен на судостроительном заводе №445 в Николаеве (заводской №1102). Спущен на воду 31.03.1949 года, вступил в строй 30.12.1949 года и 05.02.1950 года, подняв Военно-морской флаг, вошел в состав Черноморского флота.

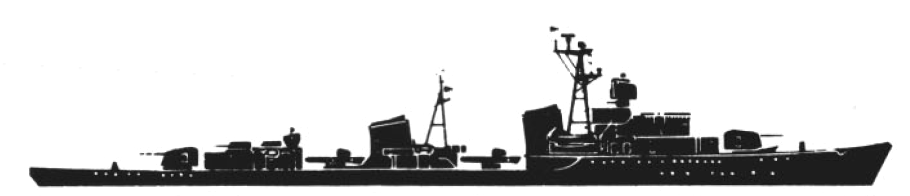
Проект 30-бис. Таблица распознавания НАТО, 1987

В составе Эскадры Черноморского флота. 29 марта 1953 года в составе эскадры Черноморского флота была сформирована 150-я бригада эскадренных миноносцев, куда вошли пять эсминцев проекта 30-бис включая «Безудержный».
22 ноября 1960 года был выведен из боевого состава, разоружен и переклассифицирован в ЦЛ, 04 ноября 1966 года был переформирован в ПКЗ. 1 марта 1967 года был исключен из списков судов ВМФ в связи с передачей в ОФИ для демонтажа и разделки на металл.

## Командиры
- 23 августа 1950 - 1952 капитан 3 ранга Соколан, Степан Степанович[2]
- 1952-1954 - капитан 3-го ранга Сысоев, Игорь Андреевич